# Rated R (Queens-of-the-Stone-Age-Album)

Alternativcover der LP

Rated R oder nur R – in der Vinyl-Version Rated X bzw. X betitelt – ist das zweite Studioalbum der US-amerikanischen Rockband Queens of the Stone Age. Es wurde zwischen Dezember 1999 und Februar 2000 im kalifornischen Van Nuys eingespielt und am 6. Juni 2000 via Interscope Records veröffentlicht.

## Erfolg und Rezeption
Das Album wurde bei Veröffentlichung überwiegend positiv von den Musikkritikern aufgenommen.
Steve Huey nennt das Album in seiner AllMusic-Rezension als wegweisend im Bereich moderner Rockmusik des neuen Millenniums und vergab 5 von 5 möglichen Sternen.
Spence D. von IGN hebt in seiner Plattenkritik zu Rated R besonders die Ausgewogenheit von Spaß und Formalität – „It’s this expert balance of fun and formality is what makes the album damn near essential.“ – hervor, die das Album beinahe essentiell erscheinen lässt.
Martin Mengele von laut.de beschreibt Rated R als „…bunte Vielfalt an Songs, die Chris Goss durch seine bluesige Präsenz wieder zu einer Einheit verbindet.“ und vergibt 4 von 5 möglichen Punkten.
NME.com bescheinigt dem Major-Label-Debüt der Band große Wirkungskraft und vergibt dafür 9 von 10 möglichen Punkten.
Matthias Allstadt von Plattentests.de wiederum attestiert den Queens of the Stone Age, es mit Rated R endgültig in den „Stoner-Rock-Olymp“ geschafft zu haben und vergibt ebenfalls 9 von 10 möglichen Punkten dafür.
Ben Ratliff vergab in seiner Rezension für das Rolling-Stone-Musikmagazin 3,5 von 5 möglichen Punkten. Er hob die Produktionsqualität und die Stilvielfalt hervor, die im Zusammenspiel mit Produzent Chris Goss für das Album erreicht wurde.
Der US-amerikanische Online-Musikdienst Rhapsody hat das Album auf Platz 1 seiner Liste der besten Rockalben der Dekade (2000–2010) gesetzt.
Trotz der guten Kritiken konnte das Album neben Platz 35 in den norwegischen Charts, Platz 54 in Großbritannien und Platz 72 in Deutschland keine nennenswerten Erfolge verbuchen.

## Singleveröffentlichungen
Die Stücke Feel Good Hit of the Summer, Monsters in the Parasol sowie The Lost Art of Keeping a Secret wurden als Singles veröffentlicht. Nur The Lost Art of Keeping a Secret jedoch konnte nennenswerte Erfolge in den Charts verbuchen.
Eine Veröffentlichung des Stückes Never Say Never erfolgte zu Promotionszwecken.

## Titelliste
1. Feel Good Hit of the Summer (Josh Homme, Nick Oliveri) – 2:44
2. The Lost Art of Keeping a Secret (Homme, Oliveri) – 3:36
3. Leg of Lamb (Homme, Oliveri) – 2:49
4. Auto Pilot (Homme, Oliveri) – 4:01
5. Better Living Through Chemistry (Homme, Oliveri) – 5:49
6. Monsters in the Parasol (Homme, Mario Lalli) – 3:28
7. Quick and to the Pointless (Homme, Oliveri) – 1:42
8. In the Fade / Feel Good Hit of the Summer (Reprise) (Homme, Mark Lanegan) – 4:26
9. Tension Head (Homme, Oliveri) – 2:53
10. Lightning Song (Dave Catching) – 2:07
11. I Think I Lost My Headache (Homme, Oliveri) – 8:40
12. Ode to Clarissa (Homme, Oliveri) – 2:40  Anm.

### Limited Edition
Die im Vereinigten Königreich durch Interscope Records veröffentlichte Limited Edition enthält vier Bonustracks auf einer gesonderten Bonus-CD, welche exakt der Titelliste der Feel Good Hit of the Summer-Single entspricht.
1. Feel Good Hit of the Summer (Homme, Oliveri) – 2:45
2. Never Say Never (Benjamin Bossi, Debora Iyall, Frank Zincavage, Larry Carter, Pete Woods) – 4:23 (Romeo-Void-Cover)
3. You’re So Vague (Homme, Oliveri) – 3:40
4. Who’ll Be the Next in Line (Ray Davies) – 2:29 (The-Kinks-Cover)

Gesamtspielzeit: 13 min 20 s

### Wiederveröffentlichung als Deluxe Edition
Universal Music brachte das Album via sein Sublabel Interscope Records aus Anlass des zehnjährigen Jubiläums der Erstveröffentlichung am 6. August 2010 erneut heraus. Die Wiederveröffentlichung erfolgte in Form einer Doppel-CD, wobei die erste CD das reguläre Album, die zweite CD B-Seiten und Live-Aufnahmen enthält.
CD #1
reguläres Album
CD #2
1. Ode to Clarissa (Homme, Oliveri) – 2:41
2. You’re So Vague (Homme, Oliveri) – 3:41
3. Never Say Never (Bossi, Iyall, Zincavage, Carter, Woods) – 4:24 (Romeo-Void-Cover)
4. Who’ll Be the Next in Line (Davies) – 2:30 (The-Kinks-Cover)
5. Born to Hula (Homme) – 5:54
6. Monsters in the Parasol (Homme, Lalli) – 3:48  1
7. Feel Good Hit of the Summer (Homme, Oliveri) – 3:00  2
8. Regular John (Homme, Alfredo Hernández, John McBain) – 5:13  2
9. Avon (Homme) – 3:24  2
10. Quick and to the Pointless (Homme, Oliveri) – 2:34  2
11. Better Living Through Chemistry (Homme, Oliveri) – 5:20  2
12. Ode to Clarissa (Homme, Oliveri) – 2:52  2
13. The Lost Art of Keeping a Secret (Homme, Oliveri) – 3:33  2
14. You Can’t Quit Me Baby (Homme, Hernández) – 10:38  2
15. Millionaire (Homme, Lalli) – 4:38  2

Gesamtspielzeit: 64 min 12 s

## Besetzung
- Josh Homme: Gesang, Gitarre, Abmischung
- Nick Oliveri: Gesang, Bass, Perkussion, Hintergrundgesang
- Gene Trautmann: Schlagzeug, Perkussion
- Nick Lucero: Schlagzeug, Perkussion
- Chris Goss: Bass, Hintergrundgesang
- Mark Lanegan: Gesang
- Alain Johannes: Abmischung
- Marek: Abmischung, Sequenzer, Toningenieur
- Trina Shoemaker: Abmischung, Tonaufnahme
- Martin Schmelze: Sequenzer, Toningenieur
- Bob Brunner: Tontechnik
- Shivaun O’Brien: Tontechnik